# Jakub Pawlikowski
Jakub Karol Pawlikowski (ur. 13 sierpnia 1978 w Tarnowie) – polski lekarz, filozof, prawnik, profesor doktor habilitowany nauk medycznych i nauk o zdrowiu, doktor nauk prawnych, nauczyciel akademicki, specjalności naukowe: bioetyka, etyka badań naukowych, filozofia nauki; specjalności lekarskie: ortopedia i traumatologia narządu ruchu, zdrowie publiczne.

## Życiorys
W 2003 ukończył studia medyczne w Akademii Medycznej im. prof. Feliksa Skubiszewskiego w Lublinie, w 2007 studia filozoficzne w Katolickim Uniwersytecie Lubelskim Jana Pawła II, a w 2013 studia doktoranckie w zakresie prawa na Wydziale Prawa, Prawa Kanonicznego i Administracji KUL.
W 2008 na podstawie rozprawy napisanej pod kierunkiem Krzysztofa Marczewskiego uzyskał na Uniwersytecie Medycznym w Lublinie stopień naukowy doktora nauk medycznych w dyscyplinie medycyna. W 2014 otrzymał na I Wydziale Lekarskim z Oddziałem Stomatologicznym Uniwersytetu Medycznego w Lublinie stopień doktora habilitowanego nauk medycznych w zakresie medycyny. W 2007 roku uzyskał tytuł magistra filozofii na Wydziale Filozofii Katolickiego Uniwersytetu Lubelskiego w specjalności: filozofia przyrody ożywionej. W 2016 na podstawie rozprawy napisanej pod kierunkiem Piotra Stanisza nadano mu na Wydziale Prawa, Prawa Kanonicznego i Administracji KUL stopień doktora nauk prawnych w dyscyplinie prawo.
W okresie studiów doktoranckich na UM w Lublinie odbył roczny staż naukowy (predoc) na Universidad Deusto w Bilbao w Hiszpanii w ramach stypendium finansowanego z europejskiego programu Marie-Curie (2006–2007). W 2008 roku został zatrudniony na Uniwersytecie Medycznym w Lublinie na stanowisku naukowo-dydaktycznym. Pracował najpierw jako asystent i adiunkt w Zakładzie Etyki i Filozofii Człowieka UM w Lublinie, następnie był Kierownikiem Zakładu Socjologii Medycyny, a następnie Zakładu Etyki i Prawa Medycznego oraz Katedry Medycyny Społecznej UM w Lublinie. W latach 2016–2017 odbył staż naukowy w Stanach Zjednoczonych w T.H. Chan School of Public Health Harvard University. W latach 2019–2021 zatrudniony na UKSW w Warszawie na stanowisku profesora uczelni, gdzie pełnił funkcję dziekana Wydziału Medycznego. Collegium Medicum Uniwersytetu Kardynała Stefana Wyszyńskiego w Warszawie. 
Rzecznik Dyscyplinarny przy Ministrze Nauki i Szkolnictwa Wyższego dla dziedziny nauk medycznych i nauk o zdrowiu (2019–2022).
15 kwietnia 2024 roku otrzymał tytuł profesora, który zatwierdził Prezydent Rzeczypospolitej Polskiej Andrzej Duda.

## Publikacje
Autor i współautor ponad 100 artykułów w czasopismach polskich i zagranicznych; autor monografii (Biobankowanie ludzkiego materiału biologicznego dla celów badań naukowych – aspekty organizacyjne, etyczne, prawne i społeczne) oraz redaktor kilku innych monografii (m.in. Ciało ludzkie w badaniach naukowych i praktyce medycznej. Ujęcie transcyscyplinarne, PZWL, 2020; Zawody medyczne – ciągłość i zmiana, Universitas, 2019; Sprzeciw sumienia w praktyce medycznej – aspekty etyczne i prawne, wyd. KUL, 2014).

## Odznaczenia
- Brązowy Krzyż Zasługi (2015)[7]